# Гибралтар на Светском првенству у атлетици у дворани 2018.
Гибралтар је учествовао на 17. Светском првенству у атлетици у дворани 2018. одржаном у Бирмингему од 1. до 4. марта трећи пут. Репрезентацију Гибралтара представљао је један такмичар који се такмичио у трци на 1.500 метара.,
На овом првенству Гибралтар није освојио ниједну медаљу али је остварен национални рекорд.

## Учесници
Мушкарци:
- Харви Диксон — 1.500 м

## Резултати

### Мушкарци
| Атлетичар    | Дисциплина | Лични рекорд | Квалификација | Квалификација | Финале               | Финале       | Детаљи |
| Атлетичар    | Дисциплина | Лични рекорд | Резултат      | Место         | Резултат             | Место        | Детаљи |
| ------------ | ---------- | ------------ | ------------- | ------------- | -------------------- | ------------ | ------ |
| Харви Диксон | 1.500 м    | 3:44.03 о    | 3:49,89 НР    | 8. у гр. 2    | Није се квалификовао | 16 / 19 (24) |        |